# Декуссис

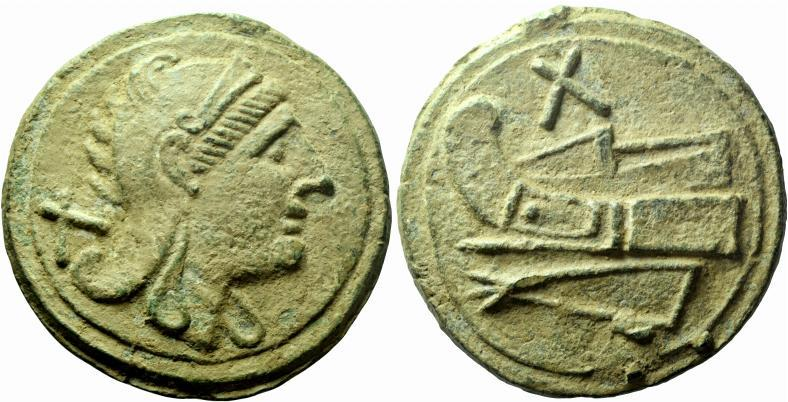
Декуссис

Декуссис (лат. decussis — десять ассов) — древнеримская литая бронзовая монета. Декуссис чеканился в III веке до н. э. и равнялся 10 ассам. На аверсе этой монеты изображалась голова богини Ромы или Минервы, а на реверсе — нос корабля и метка X, обозначавшая достоинство монеты — 10 ассов. Декуссис, по всей видимости, был в обращении в итальянских городах, кроме Рима. Известны три экземпляра деккусисса. Вес самого большого из них — 1106,6 грамма. Декуссис не играл важное значение в денежном обороте и за короткое время был заменён денарием.